# ビッグショット (オンラインゲーム)
ビッグショット(Big Shot)は、韓国のゲーム会社NEXONが開発したオンラインシューティングゲーム。日本での運営はネクソンが行っていた。
2007年4月12日に正式サービスが開始された。基本料金は無料で、アイテム課金制を取っていた。
2008年4月14日サービスを終了した。

## 特徴
マップは横スクロール方式である。キーボードとマウスによる簡単な操作でプレイできる。グラフィックが2Dのため、他の3Dゲームなどと比べるとパソコンの性能が低くても、ゲームが動作する。

## チャンネル
「対戦チャンネル」と「クエストチャンネル」がある。対戦チャンネルには4つのチャンネルがあり、プレイヤーのレベルにより入れるチャンネルが制限されている。

## ゲームモード
トレーニング用の「練習モード」と、ストーリーを楽しむ「クエストモード」、他のプレイヤーと対戦する「対戦モード」の3つがある。

### 練習モード
1人で射撃を練習できるモード。上から襲ってくる敵を倒す「固定射撃（修練1）」、手榴弾だけで敵を倒す「手りゅう弾投てき（修練2）」、自由に移動できるマップで敵を倒す「移動射撃（修練3）」がある。どの修練も一定以上のダメージを受けると終了となる。プレイしても特に報酬がないため、初心者向けが練習するためのモードである。

### クエストモード
1人～4人でクエストをクリアしていくモード。難易度は「イージー」「ノーマル」「ハード」から選べる。基本的には敵を倒しながら奥に進み、一番奥にいるボスを倒すことが目標。クエストによっては最初からボスと戦う場合もある。クリアすると経験値とゲーム内通貨「PIXEL」の他に、ランダムで材料アイテムを得ることができる。難易度が高くなるほど敵が強くなるため、仲間との協力が必要不可欠となる。

### 対戦モード
最大6人で対戦できるモード。決められた数の敵を倒すと勝利となる「マックス」と、最後まで生き残った者が勝利となる「サバイバル」がある。さらに「個人戦」と「チーム戦」、「ノーアイテム戦」と「アイテム戦」を選べる。対戦モードの勝敗は、プレイヤー情報の戦績に記録される。

## アイテム
- 使用回数や期間が設定されている特殊なアイテムはショップで購入できる。後述のショップを参照のこと。
- クエストモードの場合、HPを回復するハートなどのアイテムが直接落ちてくる。
- 対戦モード（アイテム戦）の場合、マップ内に落ちてくる「アイテムカード」を拾うことで、ランダムでアイテムをゲットできる。
ゲットしたアイテムは「Ctrl」キーで使用できる。

アイテムにはHPを回復する「回復系アイテム」、バリアなどでプレイヤーを助ける「補助系アイテム」、強力な攻撃ができる「攻撃系アイテム」、相手の行動を妨害する「妨害系アイテム」などがある。

## 合成システム
ゲームプレイ後に得られる合成用アイテムで、装備を強化したり、自分だけのタイトルを獲得することができる。

### 装備合成
ランダムで得られる材料アイテムを合成することで、強化装備を作ることができる。材料アイテムはクエストやマップの種類でゲットできるアイテムが異なる。

### タイトル合成
ゲームの結果によって得られるカードアイテムを組み合わせることで、オリジナルの称号を作ることができる。この称号（タイトル）を装備することで、プレイヤーに付加効果が与えられる。なお、作成したタイトルには装備できる期間があり、この期間を超えるとタイトルの効果はなくなる。

## キャラクター
「タイ」「カシル」「プロコ」は最初から使える。他のキャラクターを使うにはショップで購入する必要がある。
タイ(TAI)
傭兵団のリーダー。
カシル(CASIL)
カメルの王女。プロコを連れて、ジャミロカンパニーの調査に向かう。
プロコ(PROCO)
戦闘系ロボットでカシルの護衛役。身体が大きく移動速度が遅いが、強力な武器を持つ。
シリア(SILIA)
クリード海賊団の女盗賊。
エリアス
カメル公国の宮中守備大将。カシルを探す任務を受けている。
ジン
カメルで一番の武器製作者。軍隊を辞めた後は狩人として活躍している。
バルキリー
戦闘用のサイボーグ。他のキャラクターと違い、NEXONPOINTで購入する。

## ショップ
ショップではプレイヤーが使用する「キャラクター」と、キャラクターが装備・使用する「武器」「衣装」「アイテム」「スキル」を購入できる。
ほとんどのアイテムはゲーム内通貨「PIXEL」で購入できるが、一部アイテムの購入には課金通貨「POINT（NEXON POINT）」が必要となる。
ショップで購入できる一部のアイテムやキャラクターには期間や個数が設定されているため、期間を超えるかアイテムを全て使ってしまうと、続けて利用するには再度購入する必要がある。また、購入時に期間（個数）を選べるが、その時に期間が長い（個数が多い）ほど、1日（1個）あたりの値段が安くなる。

## 出来事
- 2007年1月11日　クローズドβテスト開始
- 2007年1月17日　クローズドβテスト終了
- 2007年1月25日　オープンβテスト開始
- 2007年4月12日　正式サービス開始
- 2008年4月14日  11：00をもって正式サービス終了